# Opern Passagen

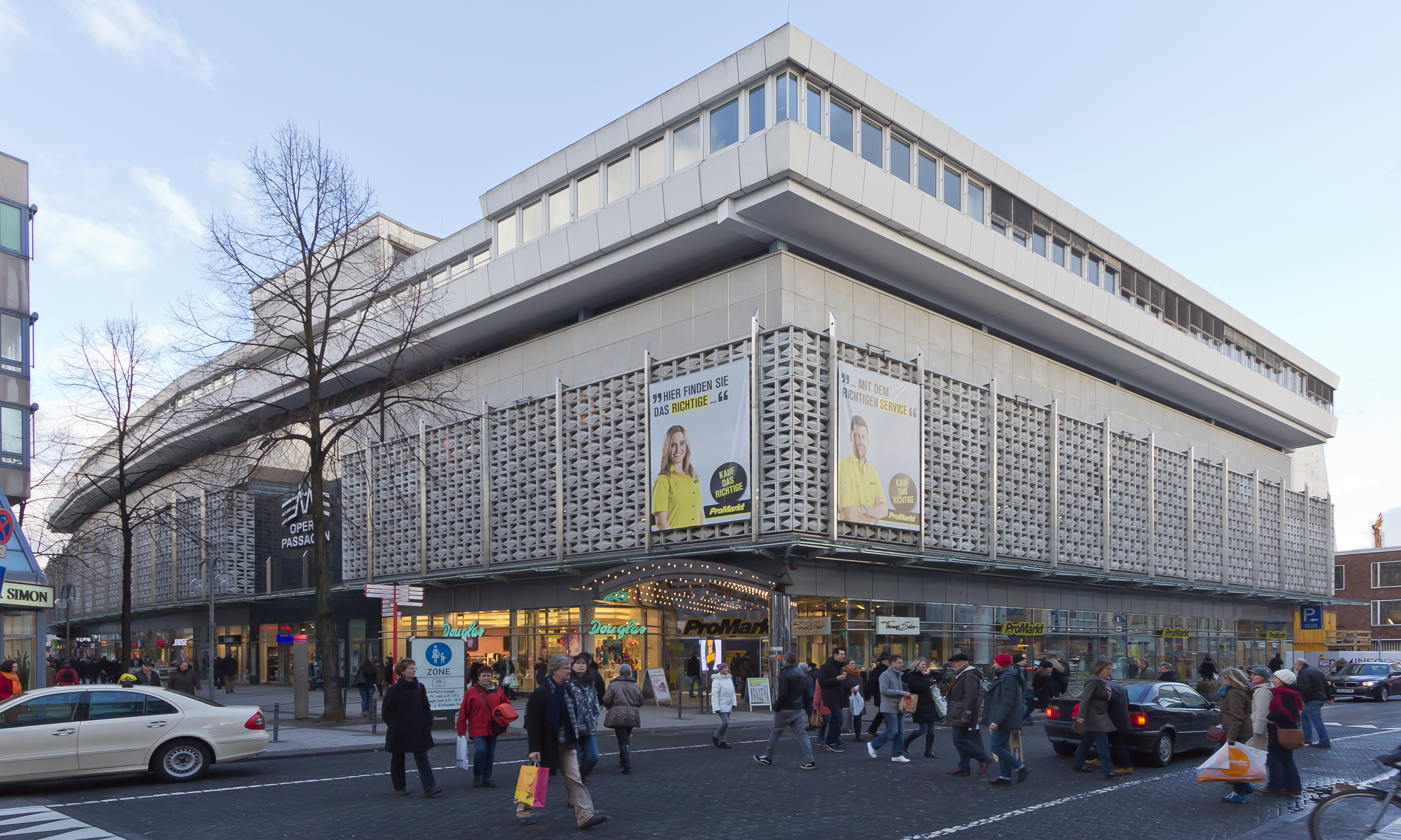
Opern Passagen in 2013

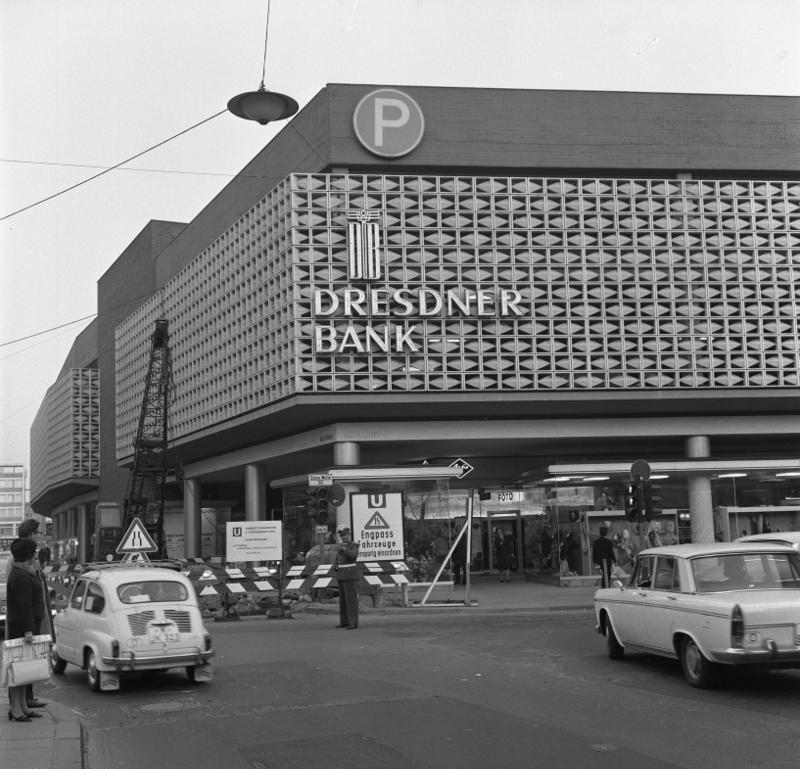
"Schweizer Ladenstadt" in oktober 1965

De Opern Passagen is een winkelpassage in de Keulse Altstadt-Nord, die in 1964 werd voltooid. De aanvankelijke naam was "Schweizer Ladenstadt" en vervolgens "Kölner Ladenstadt".
De Opern Passagen bevinden zich tussen de Opera van Keulen en de Breite Straße en zijn bereikbaar via het voetgangersgebied. Het officiële adres is Schwertnergasse 1. De WDR met de WDR-Arkaden en de DuMont Carré liggen schuin tegenover in het winkelgebied van Keulen. In de kelderverdieping is een doorgang naar het metrostation Appellhofplatzen en de schuin tegenover gelegen DuMont Carré.

## Geschiedenis
De bouw begon in het voorjaar van 1961 op een braakliggend terrein van 6.900 m² van de firma 4711. De architect van het "horizontaal gelaagde" gebouw was Wilhelm Koep, de huisarchitect van 4711.
Er werd een winkelcentrum met overdekte winkelstraten en daarboven een parkeergarage gepland. De bouwkosten bedroegen destijds 30 miljoen D-mark. Op 17 oktober 1964 werd de winkelpassage als de "Schweizer Ladenstadt" geopend, de eerste overdekte winkelpassage in Duitsland. De gevels waren van buiten bekleed met honingraatelementen. De combinatie van winkelcentrum en parkeergarage moest het stadscentrum 'aantrekkelijk en levendig maken en de trend tegengaan om grote winkelcentra aan de rand van de stad te bouwen', zei toenmalig burgemeester Theo Burauen. Aanvankelijk bood het centrum onderdak aan 69 winkels, een bank en een benzinestation, op een vloeroppervlakte van 32.000 m². De parkeergarage teldde 600 parkeerplaatsen. Tijdens de bouw was ook het Theater am Dom met 376 zitplaatsen gepland, dat opende in oktober 1964 met een voorstelling van de comedie Endspurt van Peter Ustinov.
Het bleek echter al snel een planologische fout omdat de geleidelijke aanleg van de noord-zuidroute de Breite Straße doorsneed, waardoor deze zijn aantrekkelijkheid verloor.
Tussen 1980 en 1982 werd het gebouwencomplex met een staalconstructie verhoogd met twee kantoorverdiepingen, waarna de naam wijzigde in "Kölner Ladenstadt".
De overdekte loopbrug over de Glockengasse direct naar de opera werd in augustus 2012 afgebroken als onderdeel van de renovatie van het operagebouw.

### Oorspronkelijke eigendom en financiering
Het grondstuk waarop het centrum staat werd kadastraal afgesplitst van het perceel met het 4711-gebouw.
De exploitant van de "Schweizer Ladenstadt" was de op 17 augustus 1961 in Zürich opgerichte "Ladenstadt in Köln AG", waarvan de meerderheidsaandeelhouder IBZ Finanz AG was. De eigenaar van dit bedrijf was de aannemer Werner Fuchs uit Zürich.
De eigenaar 4711 verleende de exploitant een recht van opstal voor het grondperceel voor 50 jaar. De bouwkosten werden onder meer gefinancierd met hypotheken voor 10 miljoen D-mark van drie Keulse hypotheekbanken. Het consortium werd aangevoerd door de  Westdeutsche Bodenkreditanstalt.
Op 25 oktober 1965 werd het faillissement uitgesproken over IBZ Finanz AG, op 5 november 1965 over Kommanditgesellschaft W. Fuchs & Co en op 13 mei 1966 over de Ladenstadt in Köln AG. Faillissementsredenen voor de "Ladenstadt" waren enerzijds misrekeningen en een verkeerde locatiekeuze, weg van de winkelstaten Hohe Straße en Schildergasse, anderzijds de problemen in de aandeelhoudersgroep. De Ladenstadt in Köln AG werd op 14 april 1966 executoriaal geveild. De staat Noordrijn-Westfalen kocht het gebouw voor 11 miljoen mark om een staatsgarantie te besparen ten gunste van de drie hypotheekbanken. Voor de uitvoering van het beheer werd de “Kölner Ladenstadt Verwaltungs GmbH” opgericht, die namens de staat werd gecontroleerd door WestLB.

### Moderne situatie

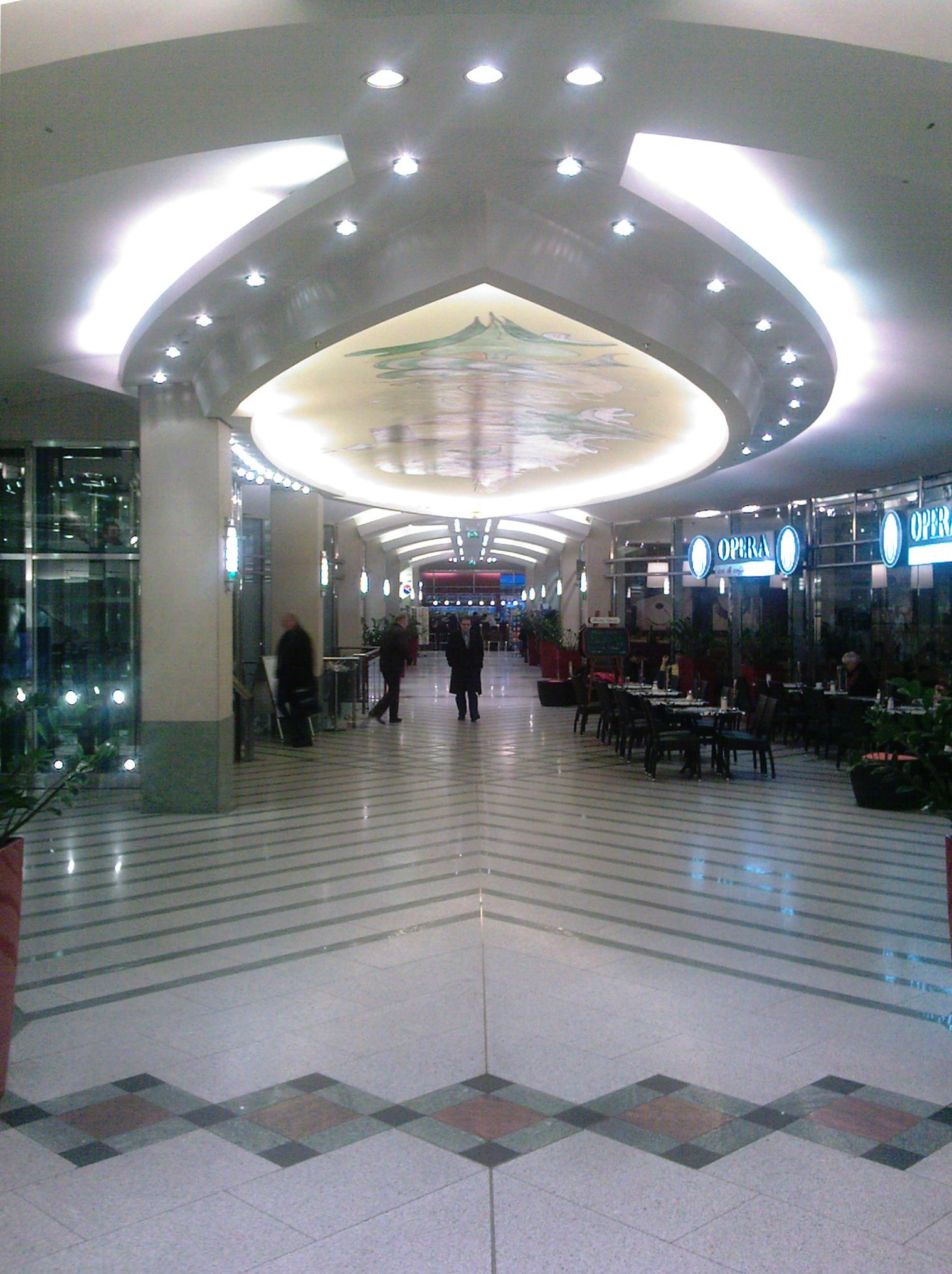
"Opern Passagen" in februari 2010

Na tussentijdse eigenaarswisselingen werd de architect Walter Brune in januari 1999  de nieuwe eigenaar en doopte het winkelcentrum in oktober 2002 om tot de "Opern Passagen". In de periode tussen oktober 2001 en december 2002 werd het gebouw totaal gerenoveerd, waarbij extra winkelgalerij werd toegevoegd. Daardoor nam de bruikbare vloeroppervlakte af tot circa 21.000 m². In juli 2006 verkocht Brune de passage aan een joint venture bestaande uit de Amerikaanse investeringsbank Merrill Lynch (88%) en ECE Projektmanagement (12%).
Daarna werd het centrum eigendom van ECE en Blackstone Group , die het vastgoed in september 2012 opnieuw verkochten voor een bedrag van ongeveer 78 miljoen EUR aan een - niet nader genoemde - Zwitserse particuliere investeerder. In 2012 was deze transactie qua volume de belangrijkste op de vastgoedmarkt in Keulen. Hierdoor kwam de winkelpassage weer in Zwitsers bezit, zoals bij de inhuldiging. Op 1 januari 2013 nam Opernpassagen GmbH & Co. KG het vastgoedbeheer over van het centrum met 21 winkels, het theater en nieuwe horecaconcepten.